# Gregory Winthrop Moore
Gregory Winthrop Moore (1961) é um físico estadunidense.

## Obras
- com Luis Álvarez-Gaumé, Cumrun Vafa Theta Functions, Modular Invariance, and Strings, Comm. Math. Phys., Volume 106, 1986, p. 1
- Modular forms and Two-Loop String Physics, Phys. Lett. B, Volume 176, 1986, S. 369
- com Alvarez-Gaume, Jean-Benoît Bost, Philip Nelson, Vafa Bosonization in Arbitrary Genus, Phys. Lett.  B, Volume 178, 1986, p. 41
- com Alvaarez-Gaume, Bost, Nelson, Vafa Bosonization on higher genus Riemann surfaces, Commun. Math. Phys., Volume 112, 1987, p. 503
- com Joe Harris, P. Nelson, Isadore M. Singer Modular forms and the cosmological constant, Phys. Lett. B, Volume 178, 1986, p. 167 (Errata Phys. Lett. B 201, 1988, p. 579)
- Atkin-Lehner Symmetry, Nucl. Phys. B, Volume 293, 1987, p. 139
- com G. Anderson Rationality in Conformal Field Theory, Comm. Math. Phys., Volume 117, 1988, p. 441
- com Nathan Seiberg Naturality in Conformal Field Theory, Nuclear Physics, B 313, 1989, p. 16
- com Seiberg Classical and Quantum Conformal Field Theory, Commun. Math. Phys., Volume 123, 1989, p. 177
- com Seiberg Taming the Conformal Zoo,Phys. Lett. B, Volume 220, 1989, p. 422
- com Stefan Cordes, S. Ramgoolam Lectures on 2 dimensional Yang-Mills-theory, equivariant cohomology and topological field theories, Nucl. Phys. B, Proc. Suppl, Volume 41, 1995, p. 184-244
- com Paul Ginsparg Lectures on 2 dimensional gravity and 2 dimensional string theory, TASI 1992, Arxiv
- D-branes and K-theory in 2 dimensional topological field theory, Preprint 2006, Clay Math. Inst. Lectures
- Les Houches Lectures on Strings and Arithmetic, 2004, in Pierre Cartier u.a. Frontiers in Number Theory, Physics and Geometry, Volume 2, Springer Verlag 2007
- Arithmetic and Attractors 1998
- K-theory from a physicists perspective, 2003